# Hulst
Hulst è una municipalità dei Paesi Bassi di 27 855 abitanti situata nella provincia della Zelanda.
Il territorio della municipalità si trova nella regione non amministrativa delle Fiandre zelandesi (Zeeuws-Vlaanderen).
Nel 2003 il comune di Hontenisse venne unito a questa municipalità.